# Poschenhof (Laberweinting)
Poschenhof ist ein Ortsteil der Gemeinde Laberweinting im niederbayerischen Landkreis Straubing-Bogen.

## Lage des Hofes
Poschenhof liegt etwa sechs Kilometer südlich von Laberweinting, acht Kilometer östlich von Mallersdorf und zwei Kilometer östlich von Hofkirchen. In einer historischen Landkarte aus dem Jahr 1806 wird der Ort noch Boschenbauer genannt.
Bis zur Gebietsreform war Poschenhof ein Ortsteil der damals selbstständigen Gemeinde Hofkirchen im Jahr 1972 aufgelösten Landkreis Mallersdorf.
Am 1. Mai 1978 wurde Poschenhof mit Hofkirchen nach Laberweinting im Landkreis Straubing-Bogen eingemeindet.
Im Visitationsprotokoll der Pfarrei Hofkirchen von 1861 werden von der Einöde Poschenhof 14 Seelen gemeldet.
Laut Einwohnerstand der Gemeinde Laberweinting vom 1. Oktober 2012 sind es sechs Personen.

## Hofgeschichte
Die Einöde Poschenhof, die auf der Carte de la Bavière von 1806 noch Boschenbauer genannt wurde, hat eine wechselvolle Geschichte.
- Der erste dokumentierte aber nicht datierte Besitzer war Schindlbeck
- 1808 Steinberger Sebastian heiratet Barbara Schindlbeck vom Poschenhof
- 1854 Steinberger Sebastian (Sohn), um 15907 Gulden übernommen
- 1861 von Pritscher Sebastian, um 30750 Gulden gekauft, er stammte aus Türkenfeld
- 1896 Beutlhauser Michael und Maria, Kauf
- 1898 Olkus Lorenz und Katharina, Tausch
- 1919 Olkus Johann und Maria, am 12. Juli 1921 geheiratet
- 1925 Paul Baron von Itersun, Kauf
- 1933 Kuttruf Wilhelm, Kauf
- 1942 Heil Bartholomäus, Kauf
- 1972 Heil Karl und Helene Maria Dreier, Übergabe
- 2008 Heil Thomas und Doris, Übergabe

## Region Poschenhof
Mit Poschenhof wird nicht nur Einödhof östlich von Hofkirchen, sondern auch das von Hofkirchen ostwärts verlaufende Tal des Ellenbachs  mit seinem gesamten Einzugsgebiet bezeichnet.
Dazu gehören auch die Südhänge der Weinleite, der Krenleite und Faulmoos sowie die Nordhänge der Kirchleite bis zur ehemaligen Einöde Berghaus.
Diese früher ausschließlich landwirtschaftlich genutzten Flächen haben sich seit den 1980er Jahren vor allem in der Tallinie stark verändert.
So befinden sich heute dort das Sportgelände Hofkirchen, ein Betonfertigteilwerk, eine große Freiflächen Photovoltaikanlage, eine Biogasanlage und ein Schweinemastbetrieb.
Östlich des Hofes beginnen ausgedehnte Fichten- und Mischwälder, die sich größtenteils im Besitz der Bayerischen Staatsforsten befinden.
Etwa 2000 Hektar der Abteilungen Ellenbacholz und Wurzachholz werden noch als Wälder beim Poschenhof bezeichnet.